# تنطع
التنطع اتفق شرع الرب تعالى وقدره على أن خيار الأمور أوساطها وأن دينه بين الغالي والجافي، وكما أن الجفاء مذموم؛ كذلك الغلو والتنطع سواء في القول والفعل.

## مفهوم التنطع
للتنطع معاني متعددة عند علماء اللغة والشريعة ويكون غالبا في تكلف الفصاحة والتشدق بالكلام، أو التكلف في أمر لايبلغه عقله ولايعنيه، أو ترك الرفق والمبالغة على ماشرعه الله.
قال أبو السَّعادات: هم المُتعمِّقُون المُغالون في الكلام، المتكلمون بأقصى حلوقهم؛ مأخوذ من النِّطَع وهو الغار الأعلى من الفم، ثم استعمل في كل من تعمق قولًا وفعلًا.
وقال الخطابي: المُتَنطِّع: المتعمق في الشيء، المُتكلِّفُ البحث عنه على مذاهب أهل الكلام، الداخلين فيمالايعنيهم، الخائضين فيما لاتبلغه عقولهم.
وفي فيض القدير: هم الغالون في عبادتهم بحيث تخرج عن قوانين الشريعة، ويسترسل مع الشيطان في الوسوسة.
وكل هذه الأقوال صحيحة، فإن المتكلفين من أهل الكلام مُتنَّطعون، والمُتقعِّرون في الكلام ومخارج الحروف مُتنطِّعون، والغالون في عبادتهم مُتنطِّعون، وبالجملة فالتنطع: التَّعمُّق في كل قول أو فعل كما قال أبوالسعادات.

## التنطع في الشريعة الإسلامية
جاء عند البخاري  أن رسول الله ﷺ قال: ((إن الدين يسر، ولن يشاد الدين أحد إلا غلبه، فسددوا، وقاربوا، وأبشروا، واستعينوا بالغدوة والروحة وشيء من الدلجة)). وفي رواية: ((القصد القصد تبلغوا)).
نقل الحافظ في الفتح عن ابن المنير عند شرحه لحديث البخاري: في هذا الحديث علم من أعلام النبوة، فقد رأينا ورأى الناس قبلنا أن كل متنطع في الدين ينقطع. أي يعجز عن العبادة.
قال الحافظ ]: وليس المراد منع طلب الأكمل في العبادة، فإنه من الأمور المحمودة، بل المقصود منع الإفراط المؤدي إلى الْمَلال أو المبالغة.
نقل ابن بطال في شرح البخاري عن الطبري قوله: وفي أمره  بالتيسير في ذلك معان أحدهما: الأمان من الْمَلال.
والثانية: الأمان من مخالصة العجب قلب صاحبه حتى يرى كأن له فضلاً على من قصر عن مثل فعله فيهلك.

## من أمثلة التنطع
بحسب اعتقاد علماء أهل السنة والجماعة فإنهم يرون من أمثلة التنطع تعظيم الصالحين إلى الحد الذي يفضي إلى الشرك، والامتناع عن المباح مطلقا، كالذي يمتنع من أكل اللحم والخبز، ومن لبس الكتان والقطن، ولايلبس إلا الصوف، ويمتنع من نكاح النساء، ويظن أن هذا من الزهد المستحب. وكالإكثار من التفريع على مسألة لا أصل لها في الكتاب ولا السنة ولا الإجماع وهي نادرة الوقوع جدا.

## حكم التنطع
ذكر جمع من أهل العلم كابن القيم في كتابه الصلاة، والنووي في رياض الصالحين.
أن التعمق والتنطع منهي عنه، وأنه مخالفة لما جاء به النبي ﷺ، وأن يكره التقعر في الكلام وتكلف الفصاحة، ومن أدلتهم على ذلك:
مارواه مسلم في صحيحه عن ابن مسعود رضي الله عنه أن رسول الله ﷺ قال: ((هلك المتنطعون)) قالها ثلاثا. قال رسول الله هذه الكلمة ثلاث مرات، مبالغة في التحذير والتعليم.
ويحتمل معنى الهلاك في الحديث أمران:
1. أن المراد هلاك الدين، وعليه يكون الهلاك مباشرة من الغلو؛ لأن مجرد الغلو هلاك.
2. أنه هلاك الأجسام، وعليه يكون الغلو سببا للهلاك؛ أي إذا غلوا خرجوا عن طاعة الله فأهلكهم الله.

## روابط خارجية
- تنطع - قاموس المعاني.
- التشدد والتنطع معناهما وأمثلة عنهما - إسلام ويب.